# Ronin (student)
In Japan is een rōnin (浪人) een student die afgestudeerd is op de middelbare school, maar het nog niet gelukt is om toegelaten te worden op een school van een volgend niveau, met als gevolg dat deze buiten het reguliere schoolsysteem studeert om het jaar daarop wel op de school te komen. Rōnin kunnen studeren op een yobiko.

## Afleiding
De term "rōnin" is spreektaal; het woord kanendosei (過年度生) is formeler. "Rōnin" is afgeleid van "Ronin"(een samoerai zonder meester).

### In popcultuur
Rōnin komt vaak voor in fictie en Japanse popcultuur. Zo wordt het hoofdpersonage van de manga en animeserie Love Hina, Keitaro Urashima, beschreven als een rōnin, omdat hij nog niet studeert aan de universiteit. In de manga en animeserie Chobits is de protagonist, Hideki Motosuwa, een rōnin die aan een voorbereidende school studeert om op de universiteit te komen.